# Teatro Karl Marx
Il Teatro Karl Marx è un teatro di L'Avana, Cuba, il cui nome era originariamente Teatro Blanquita, in onore della moglie del suo primo proprietario. È stato rinominato Teatro Charlie Chaplin dopo il trionfo della Rivoluzione cubana del 1959. 
Il nome attuale risale al 1975, dopo che vi fu celebrato il I Congresso del Partito Comunista di Cuba.
Ha un'enorme sala in grado di ospitare 5.500 spettatori, ed è generalmente utilizzato per i più importanti spettacoli di artisti cubani e stranieri. 
Tra gli artisti che vi si sono esibiti, i Buena Vista Social Club e i cantautori Silvio Rodríguez e Pablo Milanés.
Nel 1956 vi si esibì Liberace in una tappa del suo primo tour internazionale.
Nel 2001 il teatro ospitò un concerto del gruppo di rock gallese Manic Street Preachers, a cui ha assistì l'allora Presidente Fidel Castro. Quando fu avvisato dalla band che avrebbero fatto un gran baccano, Castro rispose: "No pueden tocar más alto que la guerra", non potete far più baccano della guerra.